# Вест Вали Сити (Јута)
Вест Вали Сити (енгл. West Valley City) град је у америчкој савезној држави Јута.

## Демографија
По попису из 2010. године број становника је 129.480, што је 20.584 (18,9%) становника више него 2000. године.
| Група             | 2000.          | 2010.          |
| Белци             | 76.545 (70,3%) | 69.498 (53,7%) |
| Афроамериканци    | 1.247 (1,1%)   | 2.533 (2,0%)   |
| Азијати           | 4.671 (4,3%)   | 6.441 (5,0%)   |
| Хиспаноамериканци | 20.126 (18,5%) | 42.892 (33,1%) |
| Укупно            | 108.896        | 129.480        |